# Touch (Unix)
touch (anglicky touch – dotknout se) je standardní UN*Xový program, sloužící ke změně atributů souboru. Typicky se jej využívá ke změně data vytvoření či modifikace souboru. Pokud soubor neexistuje, implicitně jej příkaz touch vytvoří.

## Historie
Příkaz touch se poprvé objevil v AT&T UNIXu verze 7. Na některých distribucích či platformách z rodiny Unix-Like systémů může mít rozšířenou funkcionalitu.

## Přehled parametrů
touch [-acm] [-r file] [-t [[CC]YY]MMDDhhmm[.SS]] file …
-a
Změna času posledního přístupu k souboru. Čas poslední změny souboru zůstane nezměněn, pokud není použit zároveň parametr -m
-c
Zabrání vytvoření souboru pokud tento neexistuje. V souladu se standardem toto není vnitřně považováno za chybu.
-m
Změna času poslední změny souboru. Čas posledního přístupu k souboru zůstane nezměněn, pokud není použit zároveň parametr -a
-r file
Použití určeného atributu z jiného souboru namísto určeného času či aktuálního času
-t [[CC]YY]MMDDhhmm[.SS]
Uvedení hodnoty měněného atributu dle uvedeného formátu
CC
První dvě číslice z roku (století)
YY
Druhé dvě číslice z roku. Není-li uvedeno století, hodnoty od 69 do 99 jsou brány jako 1969–1999. V jiných případech je uvažováno století jednadvacáté.
MM
Číslo měsíce 01 až 12
DD
Číslo dne v měsíci 01 až 31
hh
Hodina v 24hodinovém formátu – 00 až 23
mm
Minuty – 00 až 59
SS
Sekundy – 0 až 61
Nejsou-li použity ani století ani rok, je použit aktuální rok. Není-li specifikována sekundová hodnota, výchozí hodnotou je 0.

## Příklady použití
Změna atributu posledního přístupu a poslední změny souboru /home/user/myfile.txt na aktuální čas
```
$ 
touch
 
-am
 
/home/user/myfile.txt

```

Změna atributu posledního přístupu a poslední změny souboru /home/user/myfile.txt na daný čas (12.10.2008 08:15:24 dop.)
```
$ 
touch
 
-am
 
-t
 
200810120815
.24
 
/home/user/myfile.txt

```

Změna atributu posledního přístupu a poslední změny souboru /home/user/myfile.txt podle souboru /home/user/muster.txt.
```
$ 
touch
 
-am
 
-r
 
/home/user/muster.txt
 
/home/user/myfile.txt

```

Vytvoření prázdného souboru
```
$ 
touch
 
/home/user/mynewfile

```